# Пол Вокер (психолог)
Пол Аллен Вокер (англ. Paul Allen Walker; 29 вересня 1946 —16 листопада 1991) — американський соціальний психолог і президент-засновник HBIGDA, Міжнародної асоціації гендерної дисфорії Гаррі Бенджаміна, тепер відомої як WPATH в 1979 році.Колишній директор Janus Information Facility.

## Біографія
Вокер отримав ступінь доктора соціальної психології в Рочестерському університеті в 1976 році. 
Разом з Джоном Мані працювали у відділі психогормональних досліджень медичної школи університету Джона Гопкінса.
Вокер один з перших розпочав програму лікування сексуальних злочинців у медичному відділенні Техаського університету в Галвестоні, штат Техас, у 1976 році, окрім того являвся керівником Гендерної клініки.
Пол Вокер розпочав власну приватну практику на початку 1980-х років, відкривши свій офіс на Юніон-стріт 1952 в Сан-Франциско, штат Каліфорнія, де лікував пацієнтів трансгендерів, та людей з гендерною дисфорією. Згодом Вокер оголосив камінг-аут, проголосивши себе геєм та оселився на Кастро стріт, найпопулярнішому районі Сан-Франциско для гей-спільноти, продовжуючи свою практику  допомагати пацієнтам шукати операції зі зміни статі майже до самої смерті.
Вокер помер у листопаді 1991 року від ускладнень ВІЛ/СНІДу.